# SOKO
Pour les articles homonymes, voir Soko.

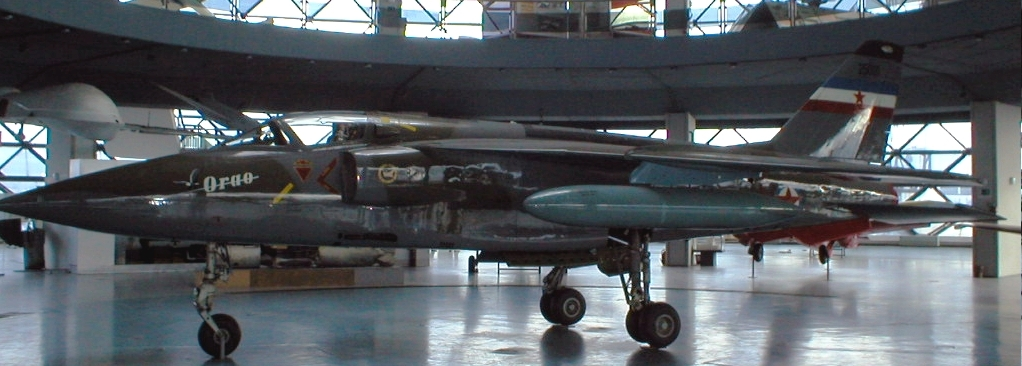
SOKO J-22 Orao, développé en collaboration avec le constructeur roumain Avioane de Craiova.

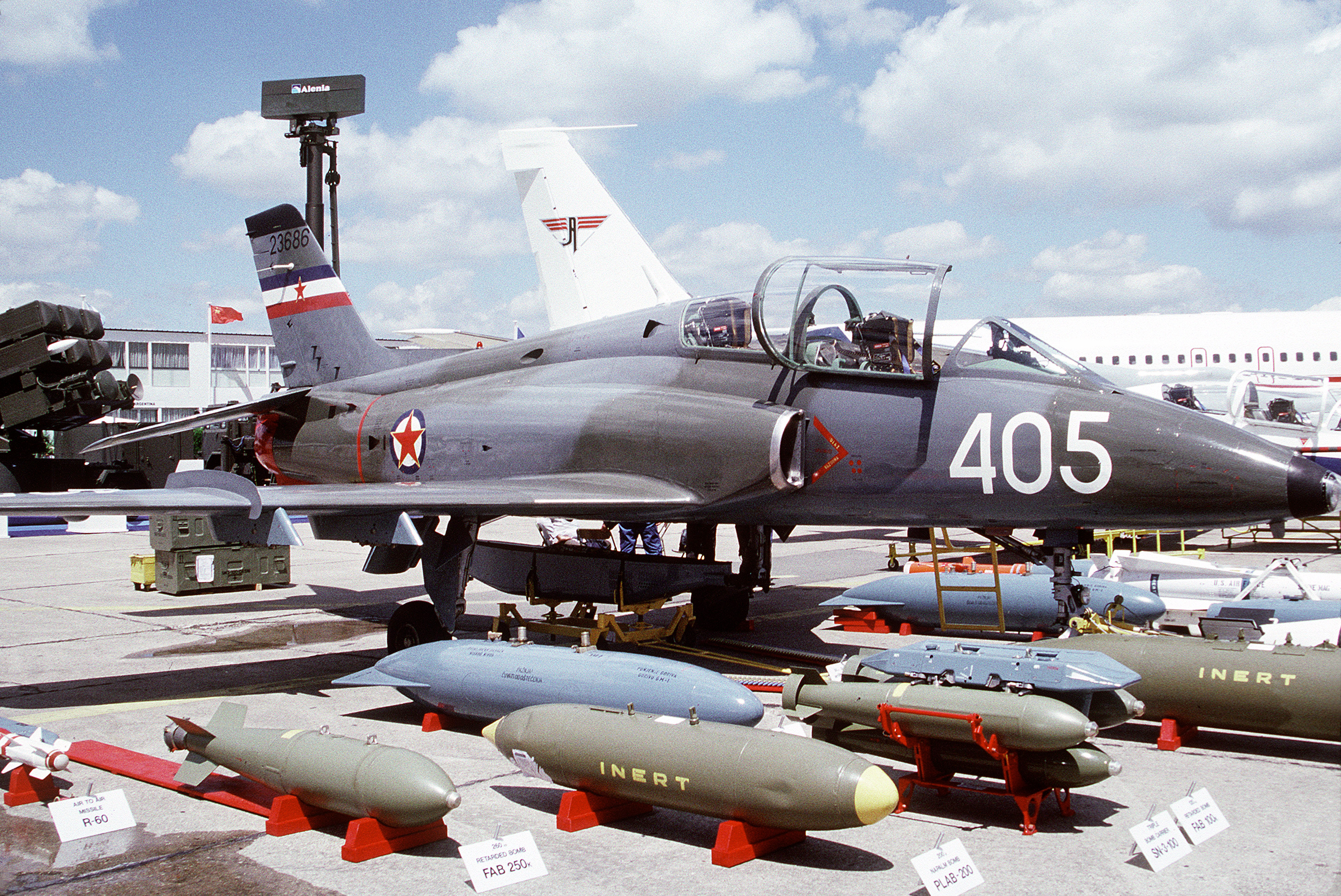
SOKO G-4 Super Galeb et son armement au salon du Bourget en 1991.

SOKO (« faucon » en français) est un constructeur aéronautique basé à Mostar en Yougoslavie (aujourd'hui en Bosnie-Herzégovine). SOKO faisait partie du complexe militaro-industriel yougoslave, son usine était située à proximité de l'aéroport de Mostar.
L'entreprise est créée en 1950 par le déménagement des usines d’aéronefs de la société Ikarbus Beograd de Zemun vers Mostar, au moment de la rupture Tito-Staline.
À la fin des années 1950, SOKO profite de l'arrêt des activités militaires d'Ikarbus pour développer et agrandir son personnel et ses équipements.
SOKO était dotée de moyens de production particulièrement modernes et avancés. En 1992, au début de la guerre de Bosnie-Herzégovine, ils furent partiellement déménagés en Serbie, à Pančevo chez UTVA, ou détruits sur place à l'explosif.

## Avions
- Soko 522
- Soko S-55-5 Mk. 5
- Soko G-2 (N-60) Galeb
  - Soko G-2A
  - Soko G-3 'Galeb' (prototype)

- Soko J-20 Kraguj
- Soko J-21 Jastreb
  - Soko J-1 (J-21)
  - Soko RJ-1 (IJ-21)
  - Soko TJ-1 (NJ-21) Jastreb
- Soko J-22 Orao/Avioane IAR 93 (en)
  - Soko Orao 1 (IJ/INJ-22)
  - Soko Orao 2 (J-22)
  - Soko Orao 2 (NJ-22)
- Soko G-4 (N-62) Super Galeb
- Soko Novi Avion

## Collaboration
SOKO a produit sous licence des hélicoptères de Westland et Aérospatiale et participe au projet Advanced Amphibious Aircraft (AAA).